# Руня (Україна)
Ру́ня —  село в Україні, у Бедевлянській сільській громаді Тячівського району Закарпатській області.
Каплиця св. Івана Предтечі
У 1995 р. закінчено спорудження каплиці св. Івана Предтечі.

## Присілки
Верханини
Верханини- колишнє село в Україні, в Закарпатській області.
Обєднане з селом Руня рішенням облвиконкому Закарпатської області №155 від 15.04.1967
Перша згадка у кінці ХІХ століття

## Туристичні місця
- Каплиця св. Івана Предтечі
- озера

## Населення

### Мова
Розподіл населення за рідною мовою за даними перепису 2001 року:
| Мова       | Кількість | Відсоток |
| ---------- | --------- | -------- |
| українська | 675       | 99.56%   |
| російська  | 2         | 0.29%    |
| румунська  | 1         | 0.15%    |
| Усього     | 678       | 100%     |